# スキージャンプ週間
スキージャンプ週間(スキージャンプしゅうかん、ドイツ語: Vierschanzentournee (4ジャンプ台ツアー) / 英語: Four Hills Tournament)とは、毎年の年末年始8日間にドイツとオーストリアで集中開催される4試合で争われる、スキージャンプの大会である。
スキージャンプ・ワールドカップよりも古い、1952-1953シーズンから始まる歴史を有している。
日本人では船木和喜が1997-98シーズンに、小林陵侑が2018-19シーズンと2021-22シーズン、2023-2024シーズンに、総合優勝を飾っている。
スキージャンプ週間に開催される4大会はワールドカップを兼ねており、この4大会で得た順位ポイントは、ワールドカップの総合ポイントにも組み込まれる。

## 開催会場
| 日付     | 画像 | 場所                                    | 会場名                     | K点   | サイズ | ヒルレコード                                           |
| -------- | ---- | --------------------------------------- | -------------------------- | ----- | ------ | ------------------------------------------------------ |
| 12月30日 |      | オーベルストドルフ ドイツ               | Schattenbergschanze        | K-120 | HS 137 | 143.5 m (2003) · シグール・ペテルセン · ノルウェー     |
| 1月1日   |      | ガルミッシュ＝パルテンキルヒェン ドイツ | Große Olympiaschanze       | K-125 | HS 142 | 144.0 m (2021) ダヴィド・クバッキ ポーランド           |
| 1月4日   |      | インスブルック オーストリア             | ベルクイーゼルシャンツェ   | K-120 | HS 130 | 138.0 m (2015) · ミヒャエル・ハイボック · オーストリア |
| 1月6日   |      | ビショフスホーフェン オーストリア       | Paul-Ausserleitner-Schanze | K-125 | HS 142 | 145.0 m (2019) ダヴィド・クバッキ ポーランド           |

## 歴史
長年の間、4連勝で総合優勝を成し遂げるジャンパーは存在しなかった。日本人では笠谷幸生が1971-72シーズンのジャンプ週間を3連勝しながら、4戦目を札幌オリンピックの国内選考大会のため欠場しており、また船木和喜も総合優勝した年は3連勝しながら4戦目は8位に沈んでいる。また、冬季五輪開催シーズンのジャンプ週間を制した者はそのシーズンの五輪の個人種目で金メダルを獲得する、というジンクスが1984年のサラエボオリンピックから長く続いた。2001-2002年シーズンのジャンプ週間では、スヴェン・ハンナバルト (ドイツ)が史上初の4連勝を果たした。しかしその年のソルトレークシティオリンピックではノーマルヒルで銀メダル、ラージヒルで4位と後者のジンクスも破れてしまう。が、団体戦ではドイツがフィンランドをわずか0.1点差で制し、金メダルの獲得はかろうじて継続された。
2005-2006年シーズンのジャンプ週間では、史上初めてヤクブ・ヤンダ (チェコ)とヤンネ・アホネン (フィンランド)が同点で総合優勝を分け合った。しかし同シーズンのトリノオリンピックでは両者共に個人・団体とも金メダルの獲得はならなかった。
2017-2018年シーズンのジャンプ週間でカミル・ストッフ (ポーランド)が2連覇を史上2人目の4連勝で達成し、平昌オリンピックの個人ラージヒルでも2大会連続となる金メダルを獲得した(個人ノーマルヒル4位、団体ラージヒル銅メダル)。翌2018-2019年シーズンのジャンプ週間で史上3人目の4連勝を小林陵侑 (日本)が達成した。冬季五輪開催年度以外での4連勝達成は小林が初である。

## 総合優勝
ワールドカップの総合優勝は各試合の順位点の合計で争われるのに対し、ジャンプ週間の総合優勝は各試合のジャンプで取った得点、すなわち4試合8本のジャンプの飛距離点と飛型点の総合計で争われる。よって後述「記録」の項にもあるとおり、たとえ7本まで良いジャンプをして3勝していても最後に失敗すると得点が足りずに総合優勝を逃すこともある。

## ノックアウトシステム
この4大会の特殊性の一つは、伝統的な勝敗の決定法である。他の大会で、1本目の上位30選手が2本目に進めるのに対して、ジャンプ週間の大会では1996/97年のシーズンからノックアウト方式を採用している。1本目の参加者50人は2人ずつ25組に分かれ、勝者25人と敗者のうち成績上位5人が2本目に進む。

## ジャンプ週間の記録
総合優勝の回数
| 回数 | 選手                                            | 備考  |
| ---- | ----------------------------------------------- | ----- |
| 5    | フィンランド · ヤンネ・アホネン                 |       |
| 4    | 東ドイツ/ ドイツ イェンス・バイスフロク         |       |
| 3    | 東ドイツ ヘルムート・レクナゲル                 |       |
| 3    | ノルウェー · ビョルン・ヴィルコラ               | 3連覇 |
| 3    | ポーランド カミル・ストッフ                     |       |
| 3    | 日本 小林陵侑                                   |       |
| 2    | フィンランド · ヴェイッコ・カンコネン           |       |
| 2    | 東ドイツ ヨッヘン・ダンネベルク                 |       |
| 2    | オーストリア · フーベルト・ノイパー             |       |
| 2    | フィンランド · マッチ・ニッカネン               |       |
| 2    | オーストリア · エルンスト・フェットーリ         |       |
| 2    | オーストリア · アンドレアス・ゴルトベルガー     |       |
| 2    | オーストリア · グレゴア・シュリーレンツァウアー |       |

国別の総合優勝の回数
| 回数 | 国           | 備考                                        |
| ---- | ------------ | ------------------------------------------- |
| 16   | ドイツ       | 東ドイツ 11回 西ドイツ 2回 ドイツ統一後 3回 |
| 16   | フィンランド |                                             |
| 16   | オーストリア |                                             |
| 11   | ノルウェー   |                                             |
| 5    | ポーランド   |                                             |
| 4    | 日本         |                                             |
| 2    | チェコ       | チェコスロバキア 1回 · チェコ 1回           |
| 2    | スロベニア   |                                             |
| 1    | ソビエト連邦 |                                             |

優勝回数
| 回数 | 選手                                            |
| ---- | ----------------------------------------------- |
| 10   | ノルウェー · ビョルン・ヴィルコラ               |
| 10   | 東ドイツ/ ドイツ イェンス・バイスフロク         |
| 9    | フィンランド · ヤンネ・アホネン                 |
| 9    | オーストリア · グレゴア・シュリーレンツァウアー |
| 8    | 日本 小林陵侑                                   |
| 7    | フィンランド · マッチ・ニッカネン               |
| 7    | ポーランド カミル・ストッフ                     |
| 6    | 東ドイツ ヘルムート・レクナゲル                 |
| 6    | ドイツ スヴェン・ハンナバルト                   |
| 5    | オーストリア · アンドレアス・ゴルトベルガー     |
| 5    | 日本 船木和喜                                   |
| 5    | オーストリア · トーマス・モルゲンシュテルン     |
| 5    | オーストリア · シュテファン・クラフト           |
| 4    | フィンランド · ヴェイッコ・カンコネン           |
| 4    | チェコスロバキア イジー・ラシュカ               |
| 4    | オーストリア · アントン・インナウアー           |
| 4    | 東ドイツ ヨッヘン・ダンネベルク                 |
| 4    | オーストリア · フーベルト・ノイパー             |
| 4    | 西ドイツ/ ドイツ ディーター・トーマ             |
| 4    | オーストリア · アンドレアス・ビドヘルツル       |
| 4    | ドイツ マルティン・シュミット                   |
| 4    | ノルウェー · アンデシュ・ヤコブセン             |

シリーズ4戦全勝
- 2001-2002  スヴェン・ハンナバルト
- 2017-2018  カミル・ストッフ
- 2018-2019  小林陵侑

シリーズ3勝
- 1953-1954  オーラフ・ビョルンスタット
- 1958-1959  ヘルムート・レクナゲル
- 1959-1960  マックス・ボルカート
- 1962-1963  トラルフ・エンヤン
- 1966-1967  ビョルン・ヴィルコラ
- 1968-1969  ビョルン・ヴィルコラ
- 1970-1971  インゴルフ・モルク (総合優勝ならず)
- 1971-1972  笠谷幸生 (総合優勝ならず)
- 1974-1975  カール・シュナーブル (総合優勝ならず)
- 1975-1976  アントン・インナウアー (総合優勝ならず)
- 1983-1984  イエンス・バイスフロク
- 1987-1988  マッチ・ニッカネン
- 1991-1992  トニ・ニエミネン
- 1997-1998  船木和喜
- 1999-2000  アンドレアス・ビドヘルツル
- 2003-2004  シグール・ペテルセン
- 2004-2005  ヤンネ・アホネン
- 2008-2009  ウォルフガング・ロイツル
- 2015-2016  ペテル・プレヴツ
- 2021-2022  小林陵侑
- 2022-2023  ハルヴォル・アイネル・グラネル

シリーズ4戦で1勝もせずに総合優勝
- 1954-1955  ヘンモ・シルベノイネン
- 1955-1956  ニコライ・カメンスキー
- 1969-1970  ホルスト・クヴェック (ジャンプ週間での優勝なし)
- 1970-1971  イジー・ラシュカ
- 1971-1972  インゴルフ・モルク
- 1986-1987  エルンスト・フェットーリ
- 1988-1989  リスト・ラーコネン (ジャンプ週間での優勝なし)
- 1998-1999  ヤンネ・アホネン
- 2023-2024  小林陵侑

同点総合優勝
- 2005-2006  ヤンネ・アホネン &  ヤクブ・ヤンダ

## 歴代優勝者
| 回 | 年度     | 総合優勝                                                | オーベルストドルフ                                                    | ガルミッシュ＝パルテンキルヒェン                                          | インスブルック                                                        | ビショフスホーフェン                            |
| -- | -------- | ------------------------------------------------------- | --------------------------------------------------------------------- | ------------------------------------------------------------------------- | --------------------------------------------------------------------- | ----------------------------------------------- |
| 1  | 1953     | オーストリア · ヨーゼフ・ブラドル                       | ノルウェー · エーリング・クローケン                                   | ノルウェー · アスゲイル・デルプラズ                                       | オーストリア · ヨーゼフ・ブラドル                                     | ノルウェー · ハルボル・ナース                   |
| 2  | 1953-54  | ノルウェー · オーラフ・ビョルンスタット                 | ノルウェー · オーラフ・ビョルンスタット                               | ノルウェー · オーラフ・ビョルンスタット                                   | ノルウェー · オーラフ・ビョルンスタット                               | オーストリア · ヨーゼフ・ブラドル               |
| 3  | 1954-55  | フィンランド · ヘンモ・シルベノイネン                   | フィンランド · アウリス・カラコルピ フィンランド · エイノ・キルヨネン | フィンランド · アウリス・カラコルピ                                       | ノルウェー · トールビョルン・ルステ                                   | ノルウェー · トールビョルン・ルステ             |
| 4  | 1955-56  | ソビエト連邦 ニコライ・カメンスキー                     | フィンランド · エイノ・キルヨネン                                     | フィンランド · ヘンモ・シルベノイネン                                     | ソビエト連邦 コバ・ザカーゼ                                           | ソビエト連邦 ユーリ・スコルゾフ                 |
| 5  | 1956-57  | フィンランド · ペンティ・ウオティネン                   | フィンランド · ペンティ・ウオティネン                                 | ソビエト連邦 ニコライ・カメンスキー                                       | ソビエト連邦 ニコライ・シャモフ                                       | フィンランド · エイノ・キルヨネン               |
| 6  | 1957-58  | 東ドイツ ヘルムート・レクナゲル                         | ソビエト連邦 ニコライ・カメンスキー                                   | オーストリア · ヴィリ・エッガー                                           | 東ドイツ ヘルムート・レクナゲル                                       | 東ドイツ ヘルムート・レクナゲル                 |
| 7  | 1958-59  | 東ドイツ ヘルムート・レクナゲル                         | 東ドイツ ヘルムート・レクナゲル                                       | 東ドイツ ヘルムート・レクナゲル                                           | 東ドイツ ヘルムート・レクナゲル                                       | オーストリア · ヴァルター・ハーベルサッター     |
| 8  | 1959-60  | 西ドイツ マックス・ボルカート                           | 西ドイツ マックス・ボルカート                                         | 西ドイツ マックス・ボルカート                                             | 西ドイツ マックス・ボルカート                                         | オーストリア · アルビン・プランク               |
| 9  | 1960-61  | 東ドイツ ヘルムート・レクナゲル                         | フィンランド · ユハニ・カルキネン                                     | ソビエト連邦 コバ・ザカーゼ                                               | フィンランド · カレヴィ・カルキネン                                   | 東ドイツ ヘルムート・レクナゲル                 |
| 10 | 1961-62  | フィンランド · エイノ・キルヨネン                       | フィンランド · エイノ・キルヨネン                                     | 西ドイツ ゲオルク・トーマ                                                 | オーストリア · ヴィリ・エッガー                                       | オーストリア · ヴィリ・エッガー                 |
| 11 | 1962-63  | ノルウェー · トラルフ・エンヤン                         | ノルウェー · トラルフ・エンヤン                                       | ノルウェー · トラルフ・エンヤン                                           | ノルウェー · トラルフ・エンヤン                                       | ノルウェー · トールビョルン・イゲセット         |
| 12 | 1963-64  | フィンランド · ヴェイッコ・カンコネン                   | ノルウェー · トールビョルン・イゲセット                               | フィンランド · ヴェイッコ・カンコネン                                     | フィンランド · ヴェイッコ・カンコネン                                 | オーストリア · バルダー・プライムル             |
| 13 | 1964-65  | ノルウェー · トルゲイル・ブランツェ                     | ノルウェー · トルゲイル・ブランツェ                                   | フィンランド · エルキ・プッカ                                             | ノルウェー · トルゲイル・ブランツェ                                   | ノルウェー · ビョルン・ヴィルコラ               |
| 14 | 1965-66  | フィンランド · ヴェイッコ・カンコネン                   | フィンランド · ヴェイッコ・カンコネン                                 | フィンランド · パーヴォ・ルッカリニエミ                                   | 東ドイツ ディーター・ノイエンドルフ                                   | フィンランド · ヴェイッコ・カンコネン           |
| 15 | 1966-67  | ノルウェー · ビョルン・ヴィルコラ                       | 東ドイツ ディーター・ノイエンドルフ                                   | ノルウェー · ビョルン・ヴィルコラ                                         | ノルウェー · ビョルン・ヴィルコラ                                     | ノルウェー · ビョルン・ヴィルコラ               |
| 16 | 1967-68  | ノルウェー · ビョルン・ヴィルコラ                       | 東ドイツ ディーター・ノイエンドルフ                                   | ノルウェー · ビョルン・ヴィルコラ                                         | ソビエト連邦 ガリイ・ナパルコフ                                       | チェコスロバキア イジー・ラシュカ               |
| 17 | 1968-69  | ノルウェー · ビョルン・ヴィルコラ                       | ノルウェー · ビョルン・ヴィルコラ                                     | ノルウェー · ビョルン・ヴィルコラ                                         | ノルウェー · ビョルン・ヴィルコラ                                     | チェコスロバキア イジー・ラシュカ               |
| 18 | 1969-70  | 東ドイツ ホルスト・クヴェック                           | ソビエト連邦 ガリイ・ナパルコフ                                       | チェコスロバキア イジー・ラシュカ                                         | ノルウェー · ビョルン・ヴィルコラ                                     | チェコスロバキア イジー・ラシュカ               |
| 19 | 1970-71  | チェコスロバキア イジー・ラシュカ                       | ノルウェー · インゴルフ・モルク                                       | ノルウェー · インゴルフ・モルク                                           | チェコスロバキア ズビニェク・フバチ                                   | ノルウェー · インゴルフ・モルク                 |
| 20 | 1971-72  | ノルウェー · インゴルフ・モルク                         | 日本 笠谷幸生                                                         | 日本 笠谷幸生                                                             | 日本 笠谷幸生                                                         | ノルウェー · ビョルン・ヴィルコラ               |
| 21 | 1972-73  | 東ドイツ ライナー・シュミット                           | 東ドイツ ライナー・シュミット                                         | 東ドイツ ライナー・シュミット                                             | ソビエト連邦 セルゲイ・ボチコフ                                       | チェコスロバキア ルドルフ・ヘーンル             |
| 22 | 1973-74  | 東ドイツ ハンス＝ゲオルク・アッシェンバッハ             | 東ドイツ ハンス＝ゲオルク・アッシェンバッハ                           | スイス ヴァルター・シュタイナー                                           | 東ドイツ ハンス＝ゲオルク・アッシェンバッハ                           | 東ドイツ ベルント・エクスタイン                 |
| 23 | 1974-75  | オーストリア · ウィリ・ピュルストル                     | オーストリア · ウィリ・ピュルストル                                   | オーストリア · カール・シュナーブル                                       | オーストリア · カール・シュナーブル                                   | オーストリア · カール・シュナーブル             |
| 24 | 1975-76  | 東ドイツ ヨッヘン・ダンネベルク                         | オーストリア · アントン・インナウアー                                 | オーストリア · アントン・インナウアー                                     | 東ドイツ ヨッヘン・ダンネベルク                                       | オーストリア · アントン・インナウアー           |
| 25 | 1976-77  | 東ドイツ ヨッヘン・ダンネベルク                         | オーストリア · アントン・インナウアー                                 | 東ドイツ ヨッヘン・ダンネベルク                                           | 東ドイツ ヘンリー・グラス                                             | スイス ヴァルター・シュタイナー                 |
| 26 | 1977-78  | フィンランド · カリ・ユリアンティラ                     | 東ドイツ マティアス・ブーゼ                                           | 東ドイツ ヨッヘン・ダンネベルク                                           | ノルウェー · ペール・ベルゲルード                                     | フィンランド · カリ・ユリアンティラ             |
| 27 | 1978-79  | フィンランド · ペンティ・コッコネン                     | ソビエト連邦 ユーリ・イワノフ                                         | チェコスロバキア ヨゼフ・サメク                                           | フィンランド · ペンティ・コッコネン                                   | フィンランド · ペンティ・コッコネン             |
| 28 | 1979-80  | オーストリア · フーベルト・ノイパー                     | 東ドイツ ヨッヘン・ダンネベルク                                       | オーストリア · フーベルト・ノイパー                                       | オーストリア · フーベルト・ノイパー                                   | 東ドイツ マルティン・ウェーバー                 |
| 29 | 1980-81  | オーストリア · フーベルト・ノイパー                     | オーストリア · フーベルト・ノイパー                                   | カナダ ホースト・ビューロー                                               | フィンランド · ヤリ・プイッコネン                                     | オーストリア · アルミン・コグラー               |
| 30 | 1981-82  | 東ドイツ マンフレート・デッケルト                       | フィンランド · マッチ・ニッカネン                                     | ノルウェー · ロゲル・ルート                                               | 東ドイツ · マンフレート・デッケルト ノルウェー · ペール・ベルゲルード | オーストリア · フーベルト・ノイパー             |
| 31 | 1982-83  | フィンランド · マッチ・ニッカネン                       | カナダ ホースト・ビューロー                                           | オーストリア · アルミン・コグラー                                         | フィンランド · マッチ・ニッカネン                                     | 東ドイツ イェンス・バイスフロク                 |
| 32 | 1983-84  | 東ドイツ イェンス・バイスフロク                         | 東ドイツ クラウス・オストヴァルト                                     | 東ドイツ イェンス・バイスフロク                                           | 東ドイツ イェンス・バイスフロク                                       | 東ドイツ イェンス・バイスフロク                 |
| 33 | 1984-85  | 東ドイツ イェンス・バイスフロク                         | オーストリア · エルンスト・フェットーリ                               | 東ドイツ イェンス・バイスフロク                                           | フィンランド · マッチ・ニッカネン                                     | ノルウェー · ホロアル・スティエルネン           |
| 34 | 1985-86  | オーストリア · エルンスト・フェットーリ                 | フィンランド · ペッカ・スオルサ                                       | チェコスロバキア パベル・プロッツ                                         | フィンランド · ヤリ・プイッコネン                                     | オーストリア · エルンスト・フェットーリ         |
| 35 | 1986-87  | オーストリア · エルンスト・フェットーリ                 | ノルウェー · ヴェガール・オパース                                     | 西ドイツ アンドレアス・バウアー                                           | ユーゴスラビア プリモジュ・ウラガ                                     | フィンランド · トゥオモ・ユリプリ               |
| 36 | 1987-88  | フィンランド · マッチ・ニッカネン                       | チェコスロバキア パベル・プロッツ                                     | フィンランド · マッチ・ニッカネン                                         | フィンランド · マッチ・ニッカネン                                     | フィンランド · マッチ・ニッカネン               |
| 37 | 1988-89  | フィンランド · リスト・ラーコネン                       | 西ドイツ ディーター・トーマ                                           | フィンランド · マッチ・ニッカネン                                         | スウェーデン · ヤン・ボークレブ                                       | アメリカ合衆国 マイク・ホランド                 |
| 38 | 1989-90  | 西ドイツ ディーター・トーマ                             | 西ドイツ ディーター・トーマ                                           | 東ドイツ イェンス・バイスフロク                                           | フィンランド · アリ＝ペッカ・ニッコラ                                 | チェコスロバキア フランチシェック・イエジュ     |
| 39 | 1990-91  | 東ドイツ イェンス・バイスフロク                         | 東ドイツ イェンス・バイスフロク                                       | 東ドイツ · イェンス・バイスフロク オーストリア · アンドレアス・フェルダー | フィンランド · アリ＝ペッカ・ニッコラ                                 | オーストリア · アンドレアス・フェルダー         |
| 40 | 1991-92  | フィンランド · トニ・ニエミネン                         | フィンランド · トニ・ニエミネン                                       | オーストリア · アンドレアス・フェルダー                                   | フィンランド · トニ・ニエミネン                                       | フィンランド · トニ・ニエミネン                 |
| 41 | 1992-93  | オーストリア · アンドレアス・ゴルトベルガー             | ドイツ クリストフ・ドゥッフナー                                       | 日本 葛西紀明                                                             | オーストリア · アンドレアス・ゴルトベルガー                           | オーストリア · アンドレアス・ゴルトベルガー     |
| 42 | 1993-94  | ノルウェー · エスペン・ブレーデセン                     | ドイツ イエンス・バイスフロク                                         | ノルウェー · エスペン・ブレーデセン                                       | オーストリア · アンドレアス・ゴルトベルガー                           | ノルウェー · エスペン・ブレーデセン             |
| 43 | 1994-95  | オーストリア · アンドレアス・ゴルトベルガー             | オーストリア · ラインハルト・シュワルツェンベルガー                   | フィンランド · ヤンネ・アホネン                                           | 日本 船木和喜                                                         | オーストリア · アンドレアス・ゴルトベルガー     |
| 44 | 1995-96  | ドイツ イェンス・バイスフロク                           | フィンランド · ミカ・ライティネン                                     | オーストリア · ラインハルト・シュワルツェンベルガー                       | オーストリア · アンドレアス・ゴルトベルガー                           | ドイツ イェンス・バイスフロク                   |
| 45 | 1996-97  | スロベニア プリモジュ・ペテルカ                         | ドイツ ディーター・トーマ                                             | スロベニア プリモジュ・ペテルカ                                           | 日本 船木和喜                                                         | ドイツ ディーター・トーマ                       |
| 46 | 1997-98  | 日本 船木和喜                                           | 日本 船木和喜                                                         | 日本 船木和喜                                                             | 日本 船木和喜                                                         | ドイツ スヴェン・ハンナバルト                   |
| 47 | 1998-99  | フィンランド · ヤンネ・アホネン                         | ドイツ マルティン・シュミット                                         | ドイツ マルティン・シュミット                                             | 日本 葛西紀明                                                         | オーストリア · アンドレアス・ビドヘルツル       |
| 48 | 1999-00  | オーストリア · アンドレアス・ビドヘルツル               | ドイツ マルティン・シュミット                                         | オーストリア · アンドレアス・ビドヘルツル                                 | オーストリア · アンドレアス・ビドヘルツル                             | オーストリア · アンドレアス・ビドヘルツル       |
| 49 | 2000-01  | ポーランド アダム・マリシュ                             | ドイツ マルティン・シュミット                                         | 日本 葛西紀明                                                             | ポーランド アダム・マリシュ                                           | ポーランド アダム・マリシュ                     |
| 50 | 2001-02  | ドイツ スヴェン・ハンナバルト                           | ドイツ スヴェン・ハンナバルト                                         | ドイツ スヴェン・ハンナバルト                                             | ドイツ スヴェン・ハンナバルト                                         | ドイツ スヴェン・ハンナバルト                   |
| 51 | 2002-03  | フィンランド · ヤンネ・アホネン                         | ドイツ スヴェン・ハンナバルト                                         | スロベニア プリモジュ・ペテルカ                                           | フィンランド · ヤンネ・アホネン                                       | ノルウェー · ビヨーン・アイナール・ローモーレン |
| 52 | 2003-04  | ノルウェー · シグール・ペテルセン                       | ノルウェー · シグール・ペテルセン                                     | ノルウェー · シグール・ペテルセン                                         | スロベニア ペテル・ジョンタ                                           | ノルウェー · シグール・ペテルセン               |
| 53 | 2004-05  | フィンランド · ヤンネ・アホネン                         | フィンランド · ヤンネ・アホネン                                       | フィンランド · ヤンネ・アホネン                                           | フィンランド · ヤンネ・アホネン                                       | オーストリア · マルティン・ヘルバルト           |
| 54 | 2005-06  | フィンランド · ヤンネ・アホネン チェコ · ヤクブ・ヤンダ | フィンランド · ヤンネ・アホネン                                       | チェコ · ヤクブ・ヤンダ                                                   | ノルウェー · ラーシュ・ビステル                                       | フィンランド · ヤンネ・アホネン                 |
| 55 | 2006-07  | ノルウェー · アンデシュ・ヤコブセン                     | オーストリア · グレゴア・シュリーレンツァウアー                       | スイス アンドレアス・キュッテル                                           | ノルウェー · アンデシュ・ヤコブセン                                   | オーストリア · グレゴア・シュリーレンツァウアー |
| 56 | 2007-08  | フィンランド · ヤンネ・アホネン                         | オーストリア · トーマス・モルゲンシュテルン                           | オーストリア · グレゴア・シュリーレンツァウアー                           | フィンランド · ヤンネ・アホネン                                       | フィンランド · ヤンネ・アホネン                 |
| 57 | 2008-09  | オーストリア · ウォルフガング・ロイツル                 | スイス シモン・アマン                                                 | オーストリア · ウォルフガング・ロイツル                                   | オーストリア · ウォルフガング・ロイツル                               | オーストリア · ウォルフガング・ロイツル         |
| 58 | 2009-10  | オーストリア · アンドレアス・コフラー                   | オーストリア · アンドレアス・コフラー                                 | オーストリア · グレゴア・シュリーレンツァウアー                           | オーストリア · グレゴア・シュリーレンツァウアー                       | オーストリア · トーマス・モルゲンシュテルン     |
| 59 | 2010-11  | オーストリア · トーマス・モルゲンシュテルン             | オーストリア · トーマス・モルゲンシュテルン                           | スイス シモン・アマン                                                     | オーストリア · トーマス・モルゲンシュテルン                           | ノルウェー · トム・ヒルデ                       |
| 60 | 2011-12  | オーストリア · グレゴア・シュリーレンツァウアー         | オーストリア · グレゴア・シュリーレンツァウアー                       | オーストリア · グレゴア・シュリーレンツァウアー                           | オーストリア · アンドレアス・コフラー                                 | オーストリア · トーマス・モルゲンシュテルン     |
| 61 | 2012-13  | オーストリア · グレゴア・シュリーレンツァウアー         | ノルウェー · アンデシュ・ヤコブセン                                   | ノルウェー · アンデシュ・ヤコブセン                                       | オーストリア · グレゴア・シュリーレンツァウアー                       | オーストリア · グレゴア・シュリーレンツァウアー |
| 62 | 2013-14  | オーストリア · トーマス・ディートハルト                 | スイス シモン・アマン                                                 | オーストリア · トーマス・ディートハルト                                   | フィンランド · アンシ・コイブランタ                                   | オーストリア · トーマス・ディートハルト         |
| 63 | 2014-15  | オーストリア · シュテファン・クラフト                   | オーストリア · シュテファン・クラフト                                 | ノルウェー · アンデシュ・ヤコブセン                                       | ドイツ リヒャルト・フライターク                                       | オーストリア · ミヒャエル・ハイボック           |
| 64 | 2015-16  | スロベニア ペテル・プレヴツ                             | ドイツ ゼヴェリン・フロイント                                         | スロベニア ペテル・プレヴツ                                               | スロベニア ペテル・プレヴツ                                           | スロベニア ペテル・プレヴツ                     |
| 65 | 2016-17  | ポーランド カミル・ストッフ                             | オーストリア · シュテファン・クラフト                                 | ノルウェー · ダニエル＝アンドレ・タンデ                                   | ノルウェー · ダニエル＝アンドレ・タンデ                               | ポーランド カミル・ストッフ                     |
| 66 | 2017-18  | ポーランド カミル・ストッフ                             | ポーランド カミル・ストッフ                                           | ポーランド カミル・ストッフ                                               | ポーランド カミル・ストッフ                                           | ポーランド カミル・ストッフ                     |
| 67 | 2018-19  | 日本 小林陵侑                                           | 日本 小林陵侑                                                         | 日本 小林陵侑                                                             | 日本 小林陵侑                                                         | 日本 小林陵侑                                   |
| 68 | 2019-20  | ポーランド ダヴィド・クバッキ                           | 日本 小林陵侑                                                         | ノルウェー · マリウス・リンヴィク                                         | ノルウェー · マリウス・リンヴィク                                     | ポーランド ダヴィド・クバッキ                   |
| 69 | 2020-21  | ポーランド カミル・ストッフ                             | ドイツ カール・ガイガー                                               | ポーランド ダヴィド・クバッキ                                             | ポーランド カミル・ストッフ                                           | ポーランド カミル・ストッフ                     |
| 70 | 2021- 22 | 日本 小林陵侑                                           | 日本 小林陵侑                                                         | 日本 小林陵侑                                                             | 日本 小林陵侑                                                         | オーストリア · ダニエル・フーバー               |
| 71 | 2022- 23 | ノルウェー · ハルヴォル・アイネル・グラネル             | ノルウェー · ハルヴォル・アイネル・グラネル                           | ノルウェー · ハルヴォル・アイネル・グラネル                               | ポーランド ダヴィド・クバッキ                                         | ノルウェー · ハルヴォル・アイネル・グラネル     |
| 72 | 2023- 24 | 日本 小林陵侑                                           | ドイツ アンドレアス・ウェリンガー                                     | スロベニア アンゼ・ラニシェク                                             | オーストリア · ヤン・ヘール                                           | オーストリア · シュテファン・クラフト           |
| 73 | 2024- 25 | オーストリア · ダニエル・チョフェニヒ                   | オーストリア · シュテファン・クラフト                                 | オーストリア · ダニエル・チョフェニヒ                                     | オーストリア · シュテファン・クラフト                                 | オーストリア · ダニエル・チョフェニヒ           |

- 1952-53は第1戦がガルミッシュ＝パルテンキルヒェン、第2戦がオーベルストドルフで行われた。
- 1956-57,1961-62、1962-63は第2戦がインスブルック、第3戦がガルミッシュ＝パルテンキルヒェンで行われた。
- 1971-72は第1戦がインスブルック、第3戦がオーベルストドルフで行われた。
- 2007-08,2021-2022はインスブルックが悪天候のため中止となり、ビショフスホーフェンで2戦行われた。